# Geografia dell'Estonia

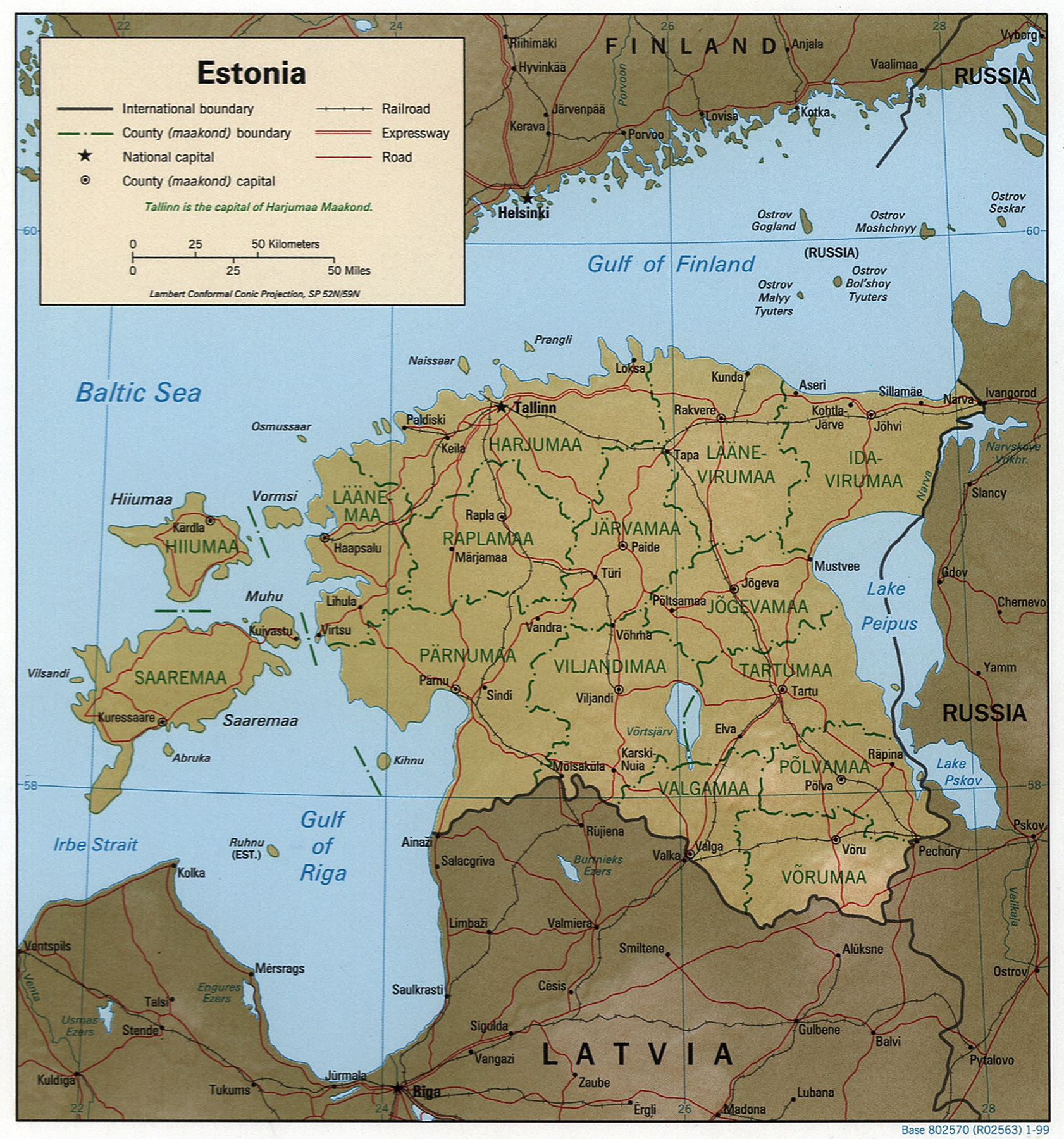
Mappa dell'Estonia

L'Estonia è situata su una sorta di penisola nella parte orientale del mar Baltico, a nord del paese si trova il golfo di Finlandia e a ovest il golfo di Riga. Si trova compresa fra i 57°3' e i 59°5' di latitudine nord e i 21°5' e 28°1' di longitudine est. La sua capitale Tallinn si trova di fronte ad Helsinki in Finlandia, dalla quale dista solo 80 chilometri.

## Dati generali

### Confini
L'Estonia confina con la Lettonia per circa 339 km e con la Russia per 294 km, gran parte dei quali si trovano entro il Lago Peipsi.
Il confine russo-estone, nella zona sudorientale del paese, non è ancora stato riconosciuto dalle nazioni Russia ed Estonia. Quest'ultima, infatti, dal restauro della sua indipendenza nel 1991 con la fine dell'occupazione militare sovietica, rivendica come estone la città di Pecory-Petseri ed il territorio circostante, ancora in territorio russo, ma, in forza del Trattato di Tartu del 1920, appartenente alla regione fisica estone.

### Superficie
La superficie complessiva del paese è di 45 227 km², dei quali 43 212 km² sono costituiti da terra e 2 015 km² da acqua dolce, nella superficie sono incluse le circa 1 520 isole che si trovano a ridosso delle coste.
Il 47% del territorio del paese è coperto da foreste.

## Morfologia
L'Estonia è un paese prevalentemente pianeggiante, a nord è caratterizzato da dorsali di origine glaciale che si elevano per pochi metri al di sopra dei terreni paludosi, nella parte centrale del paese si ha la presenza di collinette di origine glaciale, morene di fondo che hanno dato luogo ai drumlins spesso paralleli che racchiudono numerosi laghi mentre la parte più interna del paese, a sud-est è ricca di colline originate dai depositi glaciali formatisi in occasione dei movimenti delle masse glaciali avutisi nel quaternario.
L'altitudine media è di soli 50 metri (160 ft) s. l. m., il punto più elevato è il Suur Munamägi, 317 m s.l.m. situato nella parte sud-orientale del paese.

### Coste e isole
Il paese ha uno sviluppo costiero di 3 794 km. Le coste sono frastagliate e a tratti scogliose con scarpate alte fino a 50 m. Al largo della costa vi sono numerosissime isole, oltre 1 500; le due più grandi sono Saaremaa (2 673 km²) e Hiiumaa (989 km²).
La più distante è Ruhnu (11,90 km²).

## Idrografia
In Estonia ci sono molte, anzi moltissime acque superficiali: oltre ai numerosi laghi (circa 1 400), vi sono estese aree paludose e numerose piccole conche lacustri formatesi nell'ultima glaciazione. I fiumi sono numerosi, ma piuttosto corti e navigabili solo per brevissimi tratti.

### Laghi e fiumi
In Estonia vi sono oltre 1 400 laghi fra naturali e artificiali; il maggiore è il Lago Peipsi (3 555 km²) situato al confine orientale, il secondo è il Võrtsjärv (270 km²).
I principali fiumi del paese sono il Narva e l'Emajõgi.

## Clima
Il clima del paese ha i caratteristici tratti del clima continentale comune all'Europa Centrale. 
Le temperature medie estive (luglio) vanno dai 16,3 °C sulle isole del Baltico ai 17,1 °C nell'interno mentre quelle invernali (febbraio) sono comprese fra i -3,5 °C delle isole e i -7,6 °C nell'interno. Le precipitazioni medie annue sono pari a 568 mm e il periodo più piovoso è intorno alla fine dell'estate.

## Fonti e bibliografia
- CIA World Factbook 2005